# Danuta Stenka
Danuta Stenka (sinh ngày 10 tháng 10 năm 1961 tại Sierakowice, Ba Lan) là một nữ diễn viên điện ảnh và sân khấu hàng đầu của Ba Lan.

## Sự nghiệp
Danuta Stenka ra mắt lần đầu tiên trước khán giả vào năm 1982 tại Nhà hát Wybrzeże ở Gdańsk. Sau đó, cô tiếp tục biểu diễn trên sân khấu của nhiều nơi như: Nhà hát Współczesny ở Szczecin, Nhà hát Nowy ở Poznań, Nhà hát Kịch và Nhà hát Quốc gia ở Warsaw. Bên cạnh sự nghiệp sân khấu, cô là gương mặt quen thuộc trong nhiều bộ phim và đồng thời giành được nhiều giải thưởng cho các vai diễn của mình. Năm 2003, cô nhận Giải thưởng Điện ảnh Ba Lan ở hạng mục Nữ diễn viên chính xuất sắc nhất cho vai George Sand trong bộ phim Chopin. Pragnienie miłości (tên tiếng Anh: Chopin. Desire for Love) của đạo diễn Jerzy Antczak. Năm 2011, cô được trao tặng Huy chương Bạc cho cống hiến Văn hóa - Gloria Artis.

## Tác phẩm tiêu biểu
| Năm  | Tiêu đề                            | Vai diễn          | Ghi chú |
| ---- | ---------------------------------- | ----------------- | ------- |
| 1995 | Prowokator                         | Marta Moraczewska |         |
| 2001 | Quo Vadis                          | Pomponia Graecina |         |
| 2002 | Chopin: Desire for Love            | George Sand       |         |
| 2007 | Katyń                              | Róża              |         |
| 2009 | Idealny facet dla mojej dziewczyny | Teresa Wodzień    |         |
| 2012 | Stones for the Rampart             | Danka             |         |
| 2016 | Planet Single                      | Mẹ của Ania       |         |
| 2018 | Wilkołak                           | Jadwiga           |         |
| 2019 | Czarny Mercedes                    | Madame Magnes     |         |
| 2019 | Solid Gold                         | Krystyna          |         |
| 2020 | The Hater                          | Zofia Krasucka    |         |

| Năm  | Tiêu đề                               | Vai diễn             | Ghi chú |
| ---- | ------------------------------------- | -------------------- | ------- |
| 1998 | Ekstradycja                           | Krystyna Małek       |         |
| 2009 | The Courageous Heart of Irena Sendler | Hannah Rozenfeld     |         |
| 2009 | Czas honoru                           | Margaret             |         |
| 2017 | Wojenne dziewczyny                    | Mẹ của Irka và Witek |         |